# Дірк Айгенбродт
Дірк Айгенбродт (нім. Dirk Eigenbrodt; 10 квітня 1969) — німецький боксер, чемпіон Європи, призер чемпіонату світу серед аматорів.

## Аматорська кар'єра
На чемпіонаті Європи завоював золоту медаль.
- В 1/8 фіналу переміг Тамаза Будадзе (Грузія) — AB 3
- В чвертьфіналі переміг Раймона Жоваля (Нідерланди) — 9-3
- В півфіналі переміг Олександра Давиденка (Україна) — 10-8
- В фіналі переміг Олександра Лебзяка (Росія) — 2-0

На чемпіонаті світу серед військовослужбовців 1994 завоював срібну медаль, програвши у фіналі Олександрові Лебзяку (Росія).
На чемпіонаті світу 1995 переміг трьох суперників, а у чвертьфіналі програв Мухаммеду Месбахі (Марокко).
На чемпіонаті світу 1997 завоював бронзову медаль.
- В 1/16 фіналу переміг Рудольфа Края (Чехія) — 4(+)-4
- В 1/8 фіналу переміг Юліана Іоніта (Румунія) — 14-6
- В чвертьфіналі переміг Дмитра Стрельчиніна (Росія) — 10-8
- В півфіналі переміг Жолту Ердеї (Угорщина) — 5-7